# Tennessee Whiskey (nummer)
Tennessee Whiskey is een countrynummer, geschreven door Dean Dillon en Linda Hargrove. Het werd in 1981 voor het eerst opgenomen door de Amerikaanse artiest David Allan Coe voor zijn gelijknamige album. George Jones nam het in 1983 op voor zijn album Shine On en scoorde er een grote hit mee in de Amerikaanse countrylijsten. In 2015 nam Chris Stapleton het op voor zijn album Traveller; na een optreden met Justin Timberlake verkreeg deze versie meer bekendheid.

## Achtergrond
Tennessee Whiskey werd in 1981 geschreven door Dean Dillon en Linda Hargrove. Oorspronkelijk gaven zij het aan George Strait, maar hij sloeg het aanbod af. Later nam David Allan Coe het nummer wel op voor zijn album Tennessee Whiskey. Zijn versie is opgenomen in een meer traditionale countrystijl. Het nummer werd uitgebracht als single en bereikte plaats 77 in de Amerikaanse countrylijsten.
In 1983 werd Tennessee Whiskey gecoverd door George Jones op zijn album Shine On. Commercieel gezien was dit een groot succes met een tweede plaats in de Amerikaanse countrylijst en een eerste plaats in de Canadese countrylijst. Jones bleef het nummer vaak live spelen, en tijdens het benefietconcert Farm Aid in 1985 zong Coe een couplet mee.
In 2015 zette Chris Stapleton Tennessee Whiskey op zijn debuutalbum Traveller. Hij zong het voor het eerst tijdens een soundcheck voorafgaand aan een concert, en zijn band vond het zo leuk om te spelen dat zij dat tijdens elke show gingen doen. Producer Dave Cobb vroeg Stapleton om het op te nemen voor zijn debuutalbum. Tijdens de uitreiking van de Country Music Association Awards bracht hij het nummer ten gehore in duet met Justin Timberlake. Na afloop van de show bereikte het de eerste plaats in de Amerikaanse countrylijsten en kwam het tot plaats 20 in de Billboard Hot 100, alhoewel het nooit officieel op single was uitgebracht. Ook in Nederland kreeg het nummer aandacht; in 2019 kwam het binnen in de Radio 2 Top 2000.

## NPO Radio 2 Top 2000
| Nummer met noteringen in de NPO Radio 2 Top 2000 | '19  | '20 | '21 | '22 | '23 | '24 |
| ------------------------------------------------ | ---- | --- | --- | --- | --- | --- |
| Tennessee Whiskey                                | 1452 | 832 | 414 | 261 | 172 | 124 |

1. ↑  Een vetgedrukt getal geeft de hoogste notering aan.
2. ↑  2019 was het eerste jaar met een notering voor dit nummer.